# Pleiocarpidia coffeoides
Pleiocarpidia coffeoides är en måreväxtart som beskrevs av Cornelis Eliza Bertus Bremekamp. Pleiocarpidia coffeoides ingår i släktet Pleiocarpidia och familjen måreväxter. Inga underarter finns listade i Catalogue of Life.